# Украинка (Николаевская область)
Украинка (укр. Українка) — село в Витовском районе Николаевской области Украины.
Основано в 1830 году. Население по переписи 2001 года составляло 1170 человек. Почтовый индекс — 57281. Телефонный код — 512.

## Местный совет
57281, Николаевская обл., Витовский р-н, с. Украинка, ул. Ленина, 3, тел.: 68-52-14